# Johann Jakob von Tschudi
Johann Jakob von Tschudi (Glarus, 25 de juliol de 1818 - Edlitz, Imperi austrohongarès, 8 d'octubre de 1889) va ser un diplomàtic, explorador i naturalista suís.

## Biografia
De 1834 a 1836 va estudiar a la Universitat de Zúric, on va tenir com a professor a Lorenz Oken i Heinrich Rudolf Schinz. De 1836 a 1837 va viure a Neuchâtel, on va fer amistat amb Louis Agassiz, que va exercir una influència considerable sobre els seus futurs estudis.
El 1837 marxà a viure a Leiden, on treballà amb Hermann Schlegel abans d'anar a París amb Gabriel Bibron. L'any següent va publicar un llibre important sobre els batracis, en el qual va presentar una classificació que comprenia les espècies fòssils i actuals. En aquesta obra es pot distingir la influència de Louis Agassiz. Aquell mateix any es doctorà a Zuric i va iniciar la seva primera expedició a Amèrica del Sud, on va romandre cinc anys, sobretot a la zona dels Andes peruans.
En tornar a Europa va prosseguir els estudis a les universitats de Berlín i Wurtzburg. Posteriorment, a Viena i Múnic, va enllestir les bases per a la publicació dels resultats del seu viatge, Estudis sobre la fauna peruana (1846), on descriu 18 noves espècies de rèptils.
Publicà dues gramàtiques i un diccionari dedicades a la llengua quítxua.
Se n'anà de nou cap a Amèrica del Sud el 1857, on romangué fins al 1859. Una nova missió, aquesta vegada encarregada pel govern suís, el va dur fins al Brasil. El 1866 li donen un càrrec a l'ambaixada suïssa de Viena i, el 1868, n'és designat ambaixador. Conservà aquest càrrec fins a la seva jubilació, el 1888. Es va retirar a Edlitz, on morí l'any següent.
Va publicar moltes obres d'etnografia, lingüística, geografia, meteorologia i medicina. Va donar el seu nom científic a un fòssil de salamàndrid, Andrias scheuchzeri, que va ser considerat per molts, durant gairebé un segle, com les restes humanes d'una víctima del diluvi (fou Georges Cuvier (1769-1832) qui va demostrar que es tractava d'una salamandra gegant).

## Obres
- Untersuchungen uber die Fauna Perus (1844-1847).
- Peruanische Reiseskizzen wuhrend der Jahre 1838-42 (1846).
- Die Ketchuasprache (1853).
- Reise durch die Andes von Südamerika (1860).
- Die brasilianische Provinz Minas-Geraes (1863).
- Reisen dutch Südamerika (1866-1869)